# Sol·licitud de pressupostos
Un request for quotation (RFQ) o petició d'oferta o sol·licitud de pressupostos és un procés estàndard de negocis que té per objectiu convidar els venedors en un procés de licitació per la contractació o desenvolupament d'un producte o servei específic. L'RFQ, en general, significa el mateix que crida a licitació o invitation for bid (IFB).
Un RFQ normalment va molt més enllà de la sol·licitud d'un preu per a un article o servei. Altra informació com ara les condicions de pagament, el nivell de qualitat o durada del contracte formen part de la sol·licitud del procés de licitació.
Per rebre ofertes o cotitzacions correctes, el RFQ sovint inclou les especificacions detallades per assegurar que tots els proveïdors fan una valoració del mateix producte o servei. Lògicament, quan més detallades siguin les especificacions, més precisa serà l'oferta i més fàcil de comparar entre els diferents proveïdors. Una altra raó per detallar d'una petició d'oferta és que les especificacions poden ser utilitzades com a documentació d'unió legal amb el proveïdor (per exemple en un procés de peritatge o en una mediació).
El proveïdor ha de fer arribar la seva oferta en una data (inclús d'hora fixa) per a ser considerat dins el procés de licitació. Les parts poden debatre les ofertes (sovint per aclarir les capacitats tècniques o assenyalar errors en una proposta). L'entrega d'una oferta no significa, doncs, la fi de la licitació; el proveïdor pot presentar noves versions de l'oferta. Segons el procés, els candidats poden passar més d'una ronda o caure en qualsevol moment del procés (garbellat o cribra).
Un RFQ permet a diferents contractistes o proveïdors de serveis proporcionin una oferta, entre els quals es seleccionen els millors. També obra opcions a empreses amb potencial a participar d'una licitació pública.
Les RFQ són molt utilitzades en l'entorn empresarial, i són una eina estàndard quan es participa en processos de contractació, desenvolupament de productes o serveis a nivell internacionals.